# Pavel Buchnevich
Pavel Buchnevich (Cherepovéts, Rusia, 17 de abril de 1995), apodado Buch o Buchy, es un jugador profesional ruso de hockey sobre hielo que se desempeña en la posición de extremo izquierdo en St. Louis Blues, equipo de la National Hockey League (NHL).

## Carrera
Fue seleccionado en la tercera ronda en la NHL Entry Draft de 2013. En 2016 hizo su debut profesional con el equipo New York Rangers, en el cual jugó cinco temporadas (2016-2021), después pasó a St. Louis Blues, donde lleva jugando tres temporadas.